# Race to Space – Mission ins Unbekannte
Race to Space – Mission ins Unbekannte (Race to Space) ist ein US-amerikanisch-deutsches Filmdrama von Sean McNamara aus dem Jahr 2001.

## Handlung
Der zehnjährige Billy von Huber zieht am Anfang der 1960er Jahre gemeinsam mit seinem Vater nach Cocoa Beach in Florida. Sein verwitweter Vater, der deutsche Raketenexperte Wilhelm von Huber, arbeitet für die NASA. Nach einigen Fehlstarts gerät Dr. von Huber unter Druck seines Vorgesetzten Ralph Stanton, der befürchtet, dass die staatlichen Gelder für die NASA gekürzt würden. Da die Verantwortlichen einen bemannten Flug als zu gefährlich einstufen, soll zuerst ein Schimpanse in den Weltraum geschickt werden.
Billy, der sich als ein Amerikaner fühlt, wird in der Schule aufgrund seiner deutschen Abstammung gehänselt. Seine Noten werden schlecht. Dr. von Huber nimmt Billy in die Räumlichkeiten mit, um überprüfen zu können, wie sein Sohn die Hausaufgaben macht. Billy lernt dort die für die Dressur und für die Auswahl der Schimpansen verantwortliche Donni McGuinness kennen. Er freundet sich mit der Wissenschaftlerin sowie mit dem Schimpansen Mac an, der früh von seiner Mutter getrennt wurde. Billy lernt außerdem den Astronauten Alan Shepard kennen, der ihn zum Flug mit einem Trainingsflugzeug mitnimmt.
Dr. von Huber widmet seinem Sohn mehr Zeit. Er erklärt Billy, dass er nie über seine verstorbene Frau spreche, weil das Thema für ihn zu schmerzhaft sei.
Der Chef eines Raumfahrtkonzerns Roger Thornhill bietet Stanton einen Managerposten an, wenn künftig die Raketen des Unternehmens anstelle der von Dr. von Huber gebauten eingesetzt würden. Stanton sabotiert die Rakete vor dem Start. Billy platziert im Käfig von Mac ein Funkgerät, um von zu Hause zu ihm sprechen zu können. Durch diese Anlage hört er, wie Stanton Mac sagt, dass der Affe am nächsten Tag verglühen würde.
Billy, sein Vater und zwei alarmierte Mitarbeiter von Hubers überprüfen die Rakete. Sie entdecken einige Zerstörungen, die sie beheben. Eine Zerstörung an einer schwer zugänglichen Stelle repariert der kleine Billy.
Der Start der Rakete verläuft erfolgreich, sie erreicht eine Höhe von fast 300 Kilometern. Die Mitarbeiter von Hubers jubeln. Plötzlich stellen sie fest, dass die automatische Zündung der Bremsraketen nicht funktioniert. Billy spricht über Funk zu Mac, der die Bremsraketen zündet.

## Kritiken
Michael Rechtshaffen schrieb in der Zeitschrift The Hollywood Reporter vom 18. März 2002, die Handlung sei weitgehend fiktiv, aber stark einnehmend. Das Interesse des Zuschauers bleibe bestehen, obwohl die Handlung am Anfang ein „klobiges Flickwerk“ sei. McNamara verwende wirkungsvoll altes Archivmaterial, welches zusammen mit den Filmaufnahmen montiert würde.

## Auszeichnungen
Sean McNamara gewann im Jahr 2001 den Golden Gryphon des Giffoni Film Festivals. Er besetzte im Jahr 2002 den zweiten Platz im Wettbewerb um den Preis der Kinderjury des Chicago International Children’s Film Festivals sowie wurde für den Starboy Award des Oulu International Children’s Film Festivals nominiert. Im Jahr 2003 wurde er für den WisKid Award des Wisconsin International Children’s Film Festivals nominiert.

## Hintergrund
Der Film wurde in Cocoa Beach, in der Cape Canaveral Air Force Station, im Kennedy Space Center und in der Edwards Air Force Base gedreht.